# Nitrálás
A szerves kémiában nitrálásnak nevezik azt a kémiai folyamatot, melynek során egy szerves vegyületbe nitrocsoport épül be.
A nitrálásnak számos fontos ipari alkalmazása létezik, ebből mennyiségileg legjelentősebb az aromás nitrovegyületek, például a nitrobenzol gyártása. A nitrálási reakciók egyik ismert felhasználása a robbanóanyagok gyártása, például nitroguanidin előállítása guanidinból vagy trinitrotoluol (TNT) gyártása toluolból. Ezeken túl azonban széles körben jelentős a kémiai köztitermékek és prekurzorok gyártásában is. Évente több millió tonna aromás nitrovegyületet állítanak elő.

## Aromás nitrálás
A nitrálást jellemzően „nitrálósavval”, tömény salétromsav és tömény kénsav 1:2 mólarányú elegyével szokták végezni. A nitrálósavban nitróniumion (NO2+) keletkezik, ez a részecske az aromás nitrálási reakció indítója. A nitróniumion sóként is izolálható nitrónium-tetrafluoroborát formájában, és nitrálósav nélkül is képes a nitrálási reakciót végbevinni. A nitrálósavas reakciókban a kénsav nem használódik el, hanem mint katalizátor és vízelvonószer vesz részt. A benzol nitrálását melegen, de 50 °C-ot meg nem haladó hőmérsékleten végzik. Maga a folyamat aromás elektrofil szubsztitúció, melyben az elektronban gazdag benzolgyűrű támadja a nitróniumiont:
Alternatív mechanizmusokat, köztük egyelektron-átmeneteset (single electron transfer, SET) is javasoltak.

## Felhasználás
A nitrálási reakcióknál problémát okozhat a szelektivitás, mivel általában többféle termék is keletkezhet, de közülük csak egy kívánatos, így a melléktermékek szennyezésként jelentkeznek vagy hulladékként megszabadulnak tőlük. Emiatt érdemes a szintézist úgy megtervezni, hogy az kellően szelektív legyen: a fluorenon például szelektíven trinitrálható vagy tetranitrálható.
Az aromás gyűrű szubsztituensei befolyásolják az aromás elektrofil szubsztitúciós reakció sebességét. A dezaktiváló csoportok, például más nitrocsoportok elektronszívó hatásúak. Az ilyen csoportok dezaktiválják (lassítják) a reakciót, és az elektrofil nitróniumiont meta helyzetbe irányítják. Dezaktiváló, meta-irányító csoportok például a szulfonil-, ciano-, ketocsoportok, észterek és karboxilátok. A nitrálást gyorsítják az aktiváló csoportok, mint az amino-, hidroxil- és metilcsoportok, vagy az amidok és éterek, ezek para és orto izomereket eredményeznek.
Az anilin közvetlen nitrálása salétromsavval és kénsavval – az egyik forrás szerint – 50/50 százalékban ad para- és meta-nitroanilin izomereket. Ebben a reakcióban a gyorsan reagáló, aktiváló anilin (ArNH2) egyensúlyban van a nagyobb mennyiségben jelen lévő, de kevésbé reakcióképes (dezaktivált) anilíniumionnal (ArNH3+), ami megmagyarázhatja, hogy miért ilyen a termékek megoszlása. Egy másik forrás szerint az anilin jobban kontrollált nitrálását az anilin – ecetsav-anhidriddel végzett – acetaniliddé történő átalakításával kezdik, majd ezt követően hajtják végre a tényleges nitrálást. Mivel az amidcsoport szokványos aktiváló csoport, termékként a para- és orto-izomerek keletkeznek. A reakcióelegy melegítésével az amid visszahidrolizál a nitrált anilinné.
A Wolffenstein–Böters-reakcióban benzolból salétromsav és higany(II)-nitrát reakciójában pikrinsav keletkezik.

## Ipszo-nitrálás
Aril-kloridokkal, -triflátokkal és -nonaflátokkal ipszo helyzetű szubsztitúció is történhet, ezt nevezik ipszo-nitrálásnak. 
Ezt a kifejezést elsőként Perrin és Skinner használta 1971-ben a klóranizol nitrálásának vizsgálatakor. Az egyik esetben 4-klór-n-butilbenzolt reagáltattak nátrium-nitrittel t-butanolban, 0,5 mol% Pd2(dba)3 (trisz(dibenzilidénaceton)dipalládium(0)) fázistranszfer-katalizátor és biarilfoszfin ligandum jelenlétében, termékként 4-nitro-n-butilbenzol keletkezett.

## Fordítás
Ez a szócikk részben vagy egészben  a   Nitration című angol Wikipédia-szócikk ezen változatának fordításán alapul.  Az eredeti cikk szerkesztőit annak laptörténete sorolja fel. Ez a jelzés csupán a megfogalmazás eredetét és a szerzői jogokat jelzi, nem szolgál a cikkben szereplő információk forrásmegjelöléseként.